# Froth
Froth est un groupe de rock indépendant américain formé en 2012 et basé à Los Angeles, en Californie.
Après deux albums influencés par le garage rock, ils s’ouvrent au shoegazing et à la dream pop sur l'album Outside (Briefly) de 2017. Duress en 2019 poursuit dans ces styles avec une approche plus intimiste et lo-fi.

## Biographie

### Formation et premiers albums (2012-2016)
Joo Joo Ashworth et Jeff Fribourg, deux amis originaires d'El Segundo en Californie, passionnés de musique, imaginent d’abord Froth comme un faux groupe, prévoyant seulement d'envoyer des photos promotionnelles et les récits de leurs aventures sur la route sans réellement jouer une seule note. Un de leurs amis travaillant dans une usine de pressage de vinyles leur propose même de les aider en pressant un LP qui comporterait 20 minutes de silence. Cependant, en 2012, Fribourg organise un festival de musique appelé Ourbq, dont l'un des groupes programmés annule à la dernière minute. N'ayant personne d'autre pour prendre leur place, Froth joue son premier concert, avec Ashworth au chant et à la guitare et Fribourg sur omnichord, une variation électronique de l'autoharpe. Avec Jeremy Katz à la basse et Cameron Allen à la batterie, Froth donne alors un concert que Fribourg qualifie de désastreux, mais cela incite le quatuor à commencer l’écriture de chansons.
Peu de temps après, Froth se produit régulièrement sur les scènes de la région de Los Angeles et, en juin 2013, publie un premier single, Lost My Mind, qui figure un mois plus tard sur le premier album du groupe, Patterns, publié par Lolipop Records et Burger Records. Teinté d'influences de rock psychédélique et garage rock, l’album reçoit de bonnes critiques, et Froth part bientôt en tournée aux États-Unis et en Europe. Au moment où le groupe commence à travailler sur son deuxième album, Fribourg est remplacé par Cole Devine à la guitare.
En mai 2015, Froth publie son deuxième album, Bleak, sur Burger Records et Azbin Records/Frantic City Records au Royaume-Uni,. Le groupe, avec Nick Ventura remplaçant Devine à la guitare, effectue de nombreuses tournées, partageant des scènes à travers les États-Unis et le Royaume-Uni avec des groupes comme Pond et Craft Spells.

### Troisième album et virage artistique (2017)
Leur troisième album est enregistré avec le producteur Thomas Dolas du groupe Mr. Elevator & The Brain Hotel et voit le groupe - réduit à un trio après le départ de Ventura - approfondir les aspects dream pop, shoegaze et krautrock de sa musique. Outside (Briefly), qui tire son nom du titre d'un chapitre d'un roman de Richard Brautigan, sort sur nouveau label du groupe, Wichita Recordings, début 2017. La même année, le groupe effectue une tournée européenne avec Interpol.

### Quatrième album (2019)
Le trio travaille de nouveau avec Dolas, cette fois sur un disque plus lo-fi qui s'appuie sur des boîtes à rythmes et des synthétiseurs vintage. Duress sort en juin 2019, après quoi le groupe part en tournée aux États-Unis.

## Formation

### Membres actuel
- Joo-Joo Ashworth – chant, guitare, clavier
- Jeremy Katz – basse, clavier
- Cameron Allen – batterie

### Anciens membres
- Jeff Fribourg - omnichord
- Cole Devine - guitare
- Nick Ventura - guitare

## Discographie

### Albums
- 2013 : Patterns (Lolipop Records/Burger Records)
- 2015 : Bleak (Burger Records/Azbin Records/Frantic City Records)
- 2017 : Outside (Briefly) (Wichita)
- 2019 : Duress (Wichita)

### Singles
- 2013 : Lost My Mind (Lolipop Records)
- 2014 : Saccharine Sunshine (Mock Records)